# Xiao-Liang Qi
Xiao-Liang Qi (* 1983 in Kangping) ist ein chinesischer theoretischer Festkörperphysiker.

## Leben und Wirken
Qi studierte ab 1999 an der Tsinghua-Universität mit dem Bachelor-Abschluss 2003 und wurde am Institute for Advanced Study der Tsinhua Universität 2007 bei Zheng-Yu Weng promoviert. Als Post-Doktorand war er ab 2007 am SLAC und der Stanford University (bei Shou-Cheng Zhang) und 2009/10 an der University of California, Santa Barbara, und dem dortigen Station Q Forschungszentrum von Microsoft (bei Michael H. Freedman). 2009 wurde er Assistant Professor und 2014 Associate Professor an der Stanford University.
Er befasst sich mit Anwendung der Topologie in der Festkörperphysik (wo im Quantenhalleffekt und der Flussquantisierung von Supraleitern schon länger topologische Effekte bekannt sind) und neuartigen topologischen Materialien (Topologische Isolatoren, topologische Supraleiter). Dabei fand er mit Kollegen topologische Materialien fast in jeder Dimension (und nicht nur wie ursprünglich erwartet nur in zwei). Mit Taylor Hughes. und S. C. Zhang entwickelte er 2007 eine topologische Bandtheorie zur Klassifizierung topologischer Isolatoren und führte einen allgemeinen Algorithmus ein, mit dem topologische Isolatoren in Standard-Computerprogrammen zur Elektronenstrukturbestimmung gefunden werden konnten. Qi war mit Kollegen an der Vorhersage von topologischen Isolatoren in Sb2Se3,  Bi2Se3 und Bi2Te3 beteiligt, was eine Fülle von experimentellen Forschungsarbeiten zur Folge hatte. Er fand Verbindungen zu topologischen Phänomenen in der Quantenfeldtheorie (elektrisch-magnetische Dualitäten, magnetische Monopole, Axione und Theta-Vakuum, Extra-Dimensionen). Er sagte verschiedene magneto-elektrische Effekte und Fraktionalisierungs-Phänomene (Spin-Ladungs-Trennung, Ladungs-Fraktionalisierung) voraus und insbesondere, dass eine Ladung nahe der Oberfläche eines topologischen Isolators nicht nur wie üblich eine elektrische Bild-Ladung, sondern auch einen Bild-magnetischen Monopol induziert. Damit verallgemeinerte er auch die bereits bekannte Verbindung von elektrischer Polarisation zur Berry-Phase. Er forscht auch über topologische Supraleiter, hinter denen als kollektive Vielteilcheneffekte erzeugte Majorana-Teilchen stehen, mit möglichen Anwendungen auf fehlertolerante Quantencomputer.
Außerdem befasst er sich mit Quantenverschränkung in Vielteilchensystemen und dessen Zusammenspiel mit topologischen Anregungen in Festkörpern.
2014 erhielt er den Sackler-Preis für Physik und 2011 den Hermann Kümmel Preis in Vielteilchenphysik für Nachwuchswissenschaftler für seine Entwicklung einer topologischen Feldtheorie für topologische Isolatoren. Für 2016 erhielt er den New Horizons in Physics Prize. 2010 wurde er Sloan Fellow und 2011 Packard Fellow.

## Schriften
- mit Shou-Cheng Zhang: The quantum spin Hall effect and topological insulators, Physics Today, Januar 2010, Arxiv
- mit Maissam Barkeshli: Topological Nematic States and Non-Abelian Lattice Dislocations, Phys. Rev. X 2, 031013 (2012)
- mit Shou-Cheng Zhang: Topological insulators and superconductors, Rev. Mod. Phys., Band 83, 2011, S. 1057–1110
- mit Hosho Katsura, Andreas W. W. Ludwig: General Relationship between the Entanglement Spectrum and the Edge State Spectrum of Topological Quantum States, Phys. Rev. Lett., Band 108,  2012, S. 196402
- Generic Wavefunction Description of Fractional Quantum Anomalous Hall States and Fractional Topological Insulators, Phys. Rev. Lett., Band 107, 2011, S. 126803
- mit Hong Yao: Entanglement Entropy and Entanglement Spectrum of the Kitaev Model, Phys. Rev. Lett., Band 105, 2010, S. 080501
- mit Rundong Li, Jiadong Zhang, Shou-Cheng Zhang: Inducing a Magnetic Monopole with Topological Surface States, Xiao, Science, Band 323, 2009, S. 1184
- mit Haijun Zhang, Chao-Xing Liu, Xi Dai, Zhong Fang, Shou-Cheng Zhang: Topological Insulators in Bi2Se3, Bi2Te3 and Sb2Te3 with single Dirac cone on the surface, Nature Physics, Band 5, 2009, S. 438
- mit Taylor L. Hughes, Shou-Cheng Zhang: Topological Field Theory of Time-Reversal Invariant Insulators, Phys. Rev. B 78, 2008, S. 195424
- mit Taylor Hughes, Shou-Cheng Zhang: Fractional charge and quantized current in the quantum spin Hall state, Nature Physics, Band 4, 2008, S. 273–276
- mit Shou-Cheng Zhang: Spin-Charge Separation in the Quantum Spin Hall State, Phys. Rev. Lett., Band 101, 2008, S. 086802